# Mak Tze Wing
Mak Tze Wing (chinesisch 麥子詠 / 麦子咏, Pinyin Mài Zǐyǒng, Jyutping Mak6 Zi2wing6; * 31. Juli 1998 in Hongkong) ist eine Hongkonger Tischtennisspielerin. Sie gewann bei der Weltmeisterschaft 2018 mit der Mannschaft eine Bronzemedaille.

## Werdegang
Erste internationale Auftritte hatte die Hongkong-Chinesin bei Jugend-Weltmeisterschaften, an welchen sie in den Jahren 2015 und 2016 teilnahm. Während sie 2015 in die Nähe von Medaillenrängen kam, konnte Mak 2016 Silber im Einzel gewinnen, sowie Bronze im Doppel und mit dem Team. 
2017 spielte Mak Tze Wing bei ihrer ersten Weltmeisterschaft mit, musste dort jedoch früh das Handtuch werfen. Das Jahr 2018 verlief sehr erfolgreich für sie: Im Februar holte sie mit der Mannschaft Bronze beim World Team Cup, bei der WM verlor die Auswahl Hongkongs zwar im Halbfinale gegen China, konnte sich jedoch am Ende mit dem Gewinn der Bronzemedaille erfreuen.

## Turnierergebnisse
Quelle: Table Tennis Guide-Datenbank, TT-Wiki-Info
| Verband | Veranstaltung            | Jahr | Ort            | Land | Einzel        | Doppel        | Mixed         | Team | U-21   |
| ------- | ------------------------ | ---- | -------------- | ---- | ------------- | ------------- | ------------- | ---- | ------ |
| HKG     | Weltmeisterschaft        | 2018 | Halmstad       | SWE  |               |               |               | 3    |        |
| HKG     | Weltmeisterschaft        | 2017 | Düsseldorf     | GER  | letzte 128    |               |               |      |        |
| HKG     | Challenge Series         | 2019 | Belgrad        | SRB  |               |               |               |      | Silber |
| HKG     | Challenge Series         | 2019 | Melbourne      | AUS  | letzte 64     |               |               |      |        |
| HKG     | World Tour               | 2018 | Panagjurischte | BUL  |               |               |               |      | Silber |
| HKG     | World Tour               | 2019 | Incheon        | KOR  | letzte 64     |               |               |      |        |
| HKG     | World Tour               | 2019 | Hongkong       | HKG  | letzte 64     |               |               |      |        |
| HKG     | World Team Cup           | 2018 | London         | ENG  |               |               |               | 3    |        |
| HKG     | Jugend-Weltmeisterschaft | 2016 | Kapstadt       | ZAF  | Silber        | Halbfinale    | Viertelfinale | 3    |        |
| HKG     | Jugend-Weltmeisterschaft | 2015 | Vendée         | FRA  | Viertelfinale | Viertelfinale | letzte 16     |      |        |